# 米利拉尼 (夏威夷州)
米利拉尼（英語：Mililani）是位於美國夏威夷州檀香山縣的一個人口普查指定地區。

## 地理
米利拉尼的座標為21°26′45″N 158°00′51″W / 21.44583°N 158.01417°W，而該地最高點為海拔高度191米（即627英尺）。

## 人口
根據2010年美國人口普查的數據，米利拉尼的面積為17.10平方千米，均為陸地。當地共有人口48668人，而人口密度為每平方千米2,846.08人。